# Solanum leptacanthum
Solanum leptacanthum är en potatisväxtart som beskrevs av Merrill och Lily May Perry. Solanum leptacanthum ingår i släktet skattor som ingår i familjen potatisväxter. Inga underarter finns listade i Catalogue of Life.